# Ernest Petrič
Ernest Petrič (* 18. listopadu 1936, Tržič) je slovinský právník a diplomat zastávající v letech 2010 až 2013 funkci předsedy Ústavního soudu Republiky Slovinsko.

## Životopis
V roce 1955 maturoval na gymnáziu v Kranji. V roce 1960 promoval na Právnické fakultě Univerzity v Lublani a obdržel univerzitní Prešerenovu cenu. V roce 1965 získal doktorát z právních nauk. Poté nastoupil na Institut etnických studií. V mezidobí se stal profesorem mezinárodního práva na dnešní Fakultě sociálních věd. Na této fakultě byl ředitelem výzkumného ústavu, proděkan a v letech 1986 až 1988 i děkan. Přednášel na lublaňské Právnické fakultě i dalších univerzitách. V letech 1983 až 1986 působil jako profesor mezinárodního práva na Univerzitě v Addis Abebě.
V letech 1967 až 1972 byl členem slovinského výkonného výboru (vlády) – vedené proreformním Stane Kavčičem – zodpovědným za problematiku vědy a techniky. Současně byl v té době poslancem Skupščiny Socialistické republiky Slovinsko. Za účast v akci dvaceti pěti poslanců, která byla politickou dohrou silniční aféry – a za příspěvek k rozvoji slovinské diplomacie – obdržel Petrič v roce 2006 státní vyznamenání zlatý Častni znak svobode Republike Slovenije.
V období let 1971 až 1975 zastupoval Socialistickou federativní republiku Jugoslávii (SFRJ) v Komisi OECD pro vědecké a technologické otázky. Jako expert UNESCO pracoval s vládami Kolumbie (1972) a Iráku (1975). Od roku 1989 do září 1991 zastával funkci velvyslance SFRJ v Indii a Nepálu. V letech 1992 až 1997 byl velvyslancem Slovinska v USA a v Mexiku. Od října 1997 do dubna 2000 zastával funkci státního tajemníka na ministerstvu zahraničních věcí zodpovědného za multilaterální vztahy. V období let 2000 až 2002 působil jako stálý zástupce Republiky Slovinsko při Organizaci spojených národů (OSN) v New Yorku a slovinský ambasador v Brazílii. Jako stálý zástupce Slovinska byl v letech 2002 až 2003 akreditován při Organizaci pro bezpečnost a spolupráci v Evropě. V září 2002 se stal mimořádným a zplnomocněným velvyslancem Slovinska v Rakousku a stálý zástupce Slovinska při OSN ve Vídni. Od září 2005 byl zástupcem slovinského guvernéra a od března 2006 guvernérem v Radě guvernérů Mezinárodní agentury pro atomovou energii. Předsedou Rady byl v období 2006 až 2007.
V listopadu 2007 vyzval prezident Republiky Slovinsko Danilo Türk k předkládání návrhů možných kandidátů na funkci ústavních soudců. Jedním z navržených kandidátů byl i Petrič, jenž se jako jediný z kandidátů nepřihlásil sám, ale navrhli ho jiní: předseda třetího senátu Evropského soudu pro lidská práva Boštjan Zupančič, profesor Anton Grizold, profesor Bojko Bučarj, profesorka Ljubica Jelušič a děkan Fakulty státních a evropských studií v Kranji profesor Tone Jerovšek. 27. března 2008 zvolilo Státní shromáždění Petriče soudcem Ústavního soudu.
Funkci soudce Ústavního soudu začal vykonávat 25. dubna 2008. 7. října 2010 byl soudci Ústavního soudu zvolen s účinností od 11. listopadu 2010 předsedou Ústavního soudu Republiky Slovinsko. V pozici předsedy Ústavního soudu byl 10. listopadu 2013 nahrazen dosavadním místopředsedou soudu Miroslavem Mozetičem. Dne 24. dubna 2017 pak skončil i na pozici ústavního soudce.